# Павловский, Илья Михайлович
Илья Михайлович Павловский (1923—1982) — заместитель командира-штурман авиационной эскадрильи 659-го истребительного авиационного Галацкого ордена Кутузова полка 288-й истребительной авиационной Павлоградской Краснознаменной ордена Суворова дивизии 17-й воздушной армии 3-го Украинского фронта, капитан, участник Великой Отечественной войны, Герой Советского Союза (1945).

## Биография
Илья Павловский родился 19 апреля 1923 года в селе Коростино (ныне — Котовский район Волгоградской области). В 1933 году вместе с семьёй переехал в деревню Бурцево Каширского района Московской области. Окончил семь классов школы и Подольский аэроклуб. В 1941 году Павловский был призван на службу в Рабоче-крестьянскую Красную Армию. В 1942 году он окончил Армавирскую военную авиационную школу пилотов. С октября того же года — на фронтах Великой Отечественной войны.
К марту 1945 года капитан Илья Павловский был заместителем командира и одновременно штурманом эскадрильи 659-го истребительного авиаполка 288-й истребительной авиадивизии 17-й воздушной армии 3-го Украинского фронта. К тому времени он совершил 375 боевых вылетов, принял участие в 95 воздушных боях, сбив 19 вражеских самолётов лично и ещё 8 — в составе группы.
Указом Президиума Верховного Совета СССР от 18 августа 1945 года за «образцовое выполнение боевых заданий командования на фронте борьбы с немецкими захватчиками и проявленные при этом отвагу и геройство» капитан Илья Павловский был удостоен высокого звания Героя Советского Союза с вручением ордена Ленина и медали «Золотая Звезда» за номером 5451.
К концу войны выполнил 379 боевых вылетов, провёл 97 боевых вылетов, сбил лично 20 и в группе 9 самолётов врага.
После окончания войны Павловский продолжил службу в Советской Армии. В 1948 году он окончил Высшие лётно-тактические курсы усовершенствования офицерского состава. В 1974 году в звании полковника Павловский был уволен в запас. Проживал в Севастополе, работал инспектором Севастопольского горисполкома. Скончался 14 января 1982 года, похоронен на севастопольском кладбище «Кальфа».
Заслуженный военный лётчик СССР (1969). Был также награждён тремя орденами Красного Знамени, двумя орденами Отечественной войны 1-й степени, четырьмя орденами Красной Звезды, рядом медалей.

## Память
На доме в городе Севастополе, где жил Герой, установлена мемориальная доска.

## Примечания

Могила Павловского на кладбище «Кальфа» в Севастополе.